# Anelaphus tikalinus
Anelaphus tikalinus es una especie de escarabajo longicornio del género Anelaphus, categorizada en la tribu Elaphidiini, de la subfamilia Cerambycinae. Fue descrita por Chemsak & Noguera en 2003.

## Descripción
Mide 11-12,3 mm de longitud.

## Distribución
Se distribuye por América: Guatemala.